# Lucy Mair
Lucy Mair (ur. 28 stycznia 1901, zm. 1 kwietnia 1986) – brytyjska antropolog społeczna, uczennica Bronisława Malinowskiego.
Publikacje:
- 1928 - The protection of minorities
- 1963 - New Nations
- 1964 - Primitive Government
- 1969 - Anthropology and Social Change
- 1969 - Witchcraft
- 1971 - Marriage
- 1974 - African Societies